# Global Killer
Ein Global Killer (engl. für Globaler Mörder) ist ein aus dem Weltraum stammendes Objekt (Asteroid, Meteorid oder Komet), dessen Einschlag (fachsprachlich: Impakt) weltweite Verwüstungen verursacht. Der Begriff wird meist in Zusammenhang mit Einschlägen auf der Erde verwendet, kann jedoch grundsätzlich auch auf Einschläge auf anderen Himmelskörpern angewandt werden. Wesentliches Merkmal ist, dass die Verwüstungen den jeweiligen Himmelskörper als Ganzes betreffen und nicht nur lokal oder regional begrenzt sind. Als bekanntestes Beispiel eines Global Killers gilt jener Festkörper, der vor etwa 66 Millionen Jahren den 180 km großen Chicxulub-Krater auf der mexikanischen Halbinsel Yucatán verursachte und als Hauptursache für das damalige Massenaussterben (unter anderem das Aussterben der Nichtvogeldinosaurier) gilt.

## Begriff

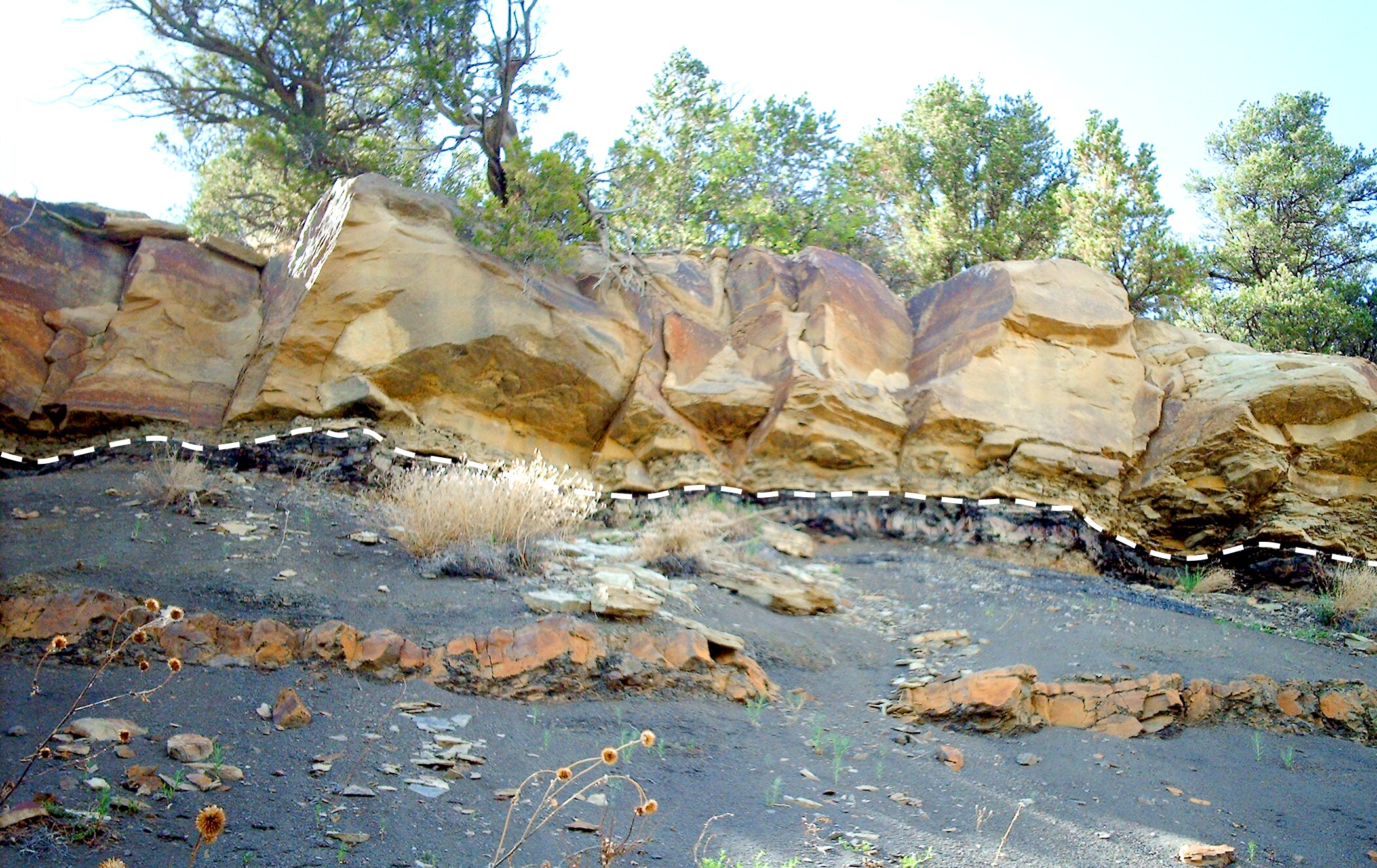
Kreide-Paläogen-Grenze (gestrichelte Linie) im Trinidad Lake State Park im US-Bundesstaat Colorado

Der Begriff Killer drückt aus, dass ein tatsächlicher oder potentieller Einschlag die irdische Biosphäre ernsthaft gefährden und Massenaussterben bis hin zur totalen Auslöschung allen Lebens verursachen kann.
Schon seit längerem ist bekannt, dass es während der Erdgeschichte immer wieder zu Massenaussterben kam, in deren Verlauf große Teile von Flora und Fauna ausgelöscht wurden. Die bekannteste dieser biologischen Krisen ereignete sich an der Kreide-Paläogen-Grenze vor etwa 66 Millionen Jahren. Eine auffällige, weltweit nachgewiesene Anomalie des auf der Erde sehr selten vorkommenden Elements Iridium führte zu der Annahme, dass der Einschlag eines Asteroiden von mindestens 10 km Durchmesser die Ursache des damaligen Massenaussterbens war.
Spätestens nach Entdeckung des Chicxulub-Kraters wurde zumindest die Möglichkeit eines weltweiten, das Leben bedrohenden Einschlagsszenarios weithin akzeptiert.

## Risikobewertung
Für die Risikobewertung existieren im Wesentlichen zwei Skalen: die Turiner Skala und die Palermo-Skala. Beide berücksichtigen das Einschlagrisiko und die Sprengkraft. Allerdings ist die Palermo-Skala komplexer als die Turiner Skala.

## Suchprogramme

Anzahl entdeckter erdnaher Asteroiden zwischen 1995 und 2014
LINEAR
NEAT
Spacewatch
LONEOS
Catalina Sky Survey
Pan-STARRS
NeoWise
ATLAS
alle anderen

Die mögliche Bedrohung durch Global Killer hat dazu geführt, dass es inzwischen eine Reihe von Suchprogrammen gibt, deren Aufgabe darin besteht, erdnahe Objekte rechtzeitig zu entdecken, ihre Größe und Bahn zu bestimmen und die mögliche Kollisionsgefahr abzuschätzen. Dabei wird der Himmel systematisch mit Teleskopen überwacht.
Allerdings galt die Gefahr lange Zeit als eher hypothetisch. Erst der Einschlag des Kometen Shoemaker-Levy 9 auf Jupiter im Jahre 1994 führte eindrucksvoll vor Augen, dass solche Einschläge eine durchaus reale Bedrohung sind. In der Folge wurden von den Vereinigten Staaten und der Europäischen Union verschiedene Suchprogramme initiiert.
Beispiel für ein solches Projekt ist etwa LINEAR. Allein bis Ende 2007 wurden mehr als 220.000 neue Objekte gefunden, darunter über 2000 Erdbahnkreuzer. Insgesamt haben derartige Suchprogramme die Zahl der bekannten Objekte erheblich erhöht.

## Vorhersage
Aus den Beobachtungen lassen sich Bahnen berechnen und damit auch das Risiko eines Einschlages für einen bestimmten Zeitraum im Voraus abschätzen. Die Bahnberechnungen der bisher bekannten Objekte erfolgen seit 2002 automatisiert. 
Als erfolgreiches Beispiel einer solchen Vorhersage gilt 2008 TC3. Sowohl Zeitpunkt als auch Ort des Einschlages konnten bereits kurz nach der Entdeckung korrekt vorhergesagt werden.
Allerdings zeigt sich hier auch die Problematik einer solchen Vorhersage: 2008 TC3 wurde erst 20 Stunden vor dem Einschlag entdeckt. Für Gegenmaßnahmen oder die Evakuierung einer größeren Siedlung ein viel zu kurzer Zeitraum.

## Abwehr
Als primäre mögliche Abwehrstrategie eines Objekts mit Kollisionskurs auf die Erde verfolgen die großen Raumfahrtorganisationen eine Ablenkung des Objekts von seinem Kurs. Im Rahmen des Double Asteroid Redirection Test wurde 2022 erstmalig mit großem Erfolg ein Asteroid durch Einschlag einer Sonde abgelenkt.

## Mögliche oder tatsächliche Global Killer

### Irdische Krater mit mindestens 100 km Durchmesser
| Objekt/Krater      | Zeitpunkt des Einschlages | Größe                          | Stärke | Bemerkungen                                                                  |
| ------------------ | ------------------------- | ------------------------------ | ------ | ---------------------------------------------------------------------------- |
| Vredefort-Krater   | 2.023 ± 5 mya             | 320 km × 180 km                |        | Größter sicher identifizierter Meteoritenkrater der Erde.                    |
| Sudbury-Krater     | 1.850 mya                 | 250 km × 200 km (ursprünglich) |        | Zweitgrößter Meteoritenkrater der Erde.                                      |
| Chicxulub-Krater   | 0.066 mya                 | 180 km                         |        | Massenaussterben unter anderem aller Nichtvogel-Dinosaurier wird diskutiert. |
| Woodleigh-Krater   | 0.360 mya                 | 120 km                         |        |                                                                              |
| Popigai            | 0.035/33,7 mya            | 100 km                         |        |                                                                              |
| Manicouagan-Krater | 0.214 mya                 | 100 km                         |        |                                                                              |

### Große Einschlagskrater auf anderen Himmelskörpern
| Getroffener Himmelskörper | Objekt/Krater        | Zeitpunkt des Einschlages | Größe                                              | Stärke in TNT-Äquivalent | Bemerkungen |
| ------------------------- | -------------------- | ------------------------- | -------------------------------------------------- | ------------------------ | --- |
| Jupiter                   | Shoemaker-Levy 9     | 16.–22. Juli 1994         | bis zu 12.000 km                                   | 800 Gigatonnen           | Einschlag hatte mehrere dunkle, monatelang sichtbare Flecken in der Atmosphäre zur Folge. Die Angabe der Größe bezieht sich auf die von der Erde aus sichtbaren Gasblasen in der Jupiter-Atmosphäre, nicht auf einen Kraterdurchmesser. |
| Mond                      | Maria                | 4.200 ± 300 mya           | bis zu 2.568 km                                    |                          | |
| Mond                      | Südpol-Aitken-Becken | 4.250 ± 50 mya            | 2.240 km nach anderen Angaben: 2.500 km            |                          | Zweitgrößter bekannter Krater im Sonnensystem. |
| Mars                      | Hellas Planitia      | 3.700 ± 200 mya           | 2.100 km nach anderen Angaben: 2.000 km × 1.600 km |                          | Größter sichtbarer Krater im Sonnensystem. |
| Merkur                    | Caloris Planitia     | 3.900 mya                 | 1.550 km                                           |                          | Größter Merkurkrater, verursachte wahrscheinlich Gebirgsbildung auf der gegenüberliegenden Planetenseite. |

## Global Killer im Film
Die Vorstellung von alles vernichtenden Einschlägen hat zu einem eigenen Subgenre des Katastrophenfilms geführt. Beispiele dafür sind Armageddon (1998), Deep Impact (1998), Melancholia (2011), Auf der Suche nach einem Freund fürs Ende der Welt (2012), These Final Hours (2013), Greenland (2020) und Don’t Look Up (2021).
Frühe Vorläufer sind der dänische Film Verdens undergang und der US-Kurzfilm The Comet's Come-Back (beide von 1916). In beiden Filmen wird die Erde allerdings durch den Kontakt mit dem Schweif eines nah vorbeiziehenden Kometen bedroht.